# Prêmio Latsis Europeu
O Prêmio Latsis Europeu da Fundação de Ciências da Europa (European Science Foundation, ESF) é concedido anualmente desde 1999. É dotado com 100.000 Francos suíços, patrocinado pela Fundação Internacional Latsis.

## Premiados
- 1999: Pesquisa e/ou Inovação em Educação: Jürgen Baumert,  Alemanha
- 2000: Estrutura Molecular: Kenneth Holmes,  Alemanha/ Reino Unido
- 2001: Pesquisa Climática: André Berger,  Bélgica
- 2002: Ciência Cognitiva: Annette Karmiloff-Smith,  Reino Unido
- 2003: Arqueologia: Colin Renfrew,  Reino Unido
- 2004: Bioinformática: Amos Bairoch,  Suíça
- 2005: Nano-Engenharia: Donal Bradley,  Reino Unido
- 2006: Imigração e Coesão Social na Sociedade Moderna: Rainer Bauböck,  Áustria
- 2007: Imagem Medicinal: Willi Kalender,  Alemanha
- 2008: Astrofísica: Simon White,  Alemanha| Reino Unido
- 2009: O Cérebro Humano - A Mente Humana: Uta Frith e Chris Frith,  Reino Unido
- 2010: Biodiversidade: Ilkka Hanski,  Finlândia
- 2011: Demografia: James Vaupel,  Alemanha
- 2012: Matemática: Uffe Haagerup,  Dinamarca[1]